# Cubaris flavobrunnea
Cubaris flavobrunnea är en kräftdjursart som först beskrevs av Dollfus 1896.  Cubaris flavobrunnea ingår i släktet Cubaris och familjen Armadillidae. Inga underarter finns listade i Catalogue of Life.